# Panelus watanabei
Panelus watanabei là một loài bọ cánh cứng trong họ Bọ hung (Scarabaeidae).